# Drosophila tongpua
Drosophila tongpua är en tvåvingeart som beskrevs av Lin och Tseng 1973.

## Taxonomi och släktskap
Drosophila tongpua ingår i artgruppen Drosophila immigrans och artundergruppen Drosophila nasuta.

## Utbredning
Artens utbredningsområde är Taiwan.